# أوكرانيا (قناة تلفزيونية)
قناة أوكرانيا (بالأوكرانية: Україна)) هي قناة تلفزيونية أوكرانية مملوكة لمجموعة (أوكرانيا ميديا) مسجلة رسميا كشركة ذات مسؤلية محدودة (أوكرانيا) بدأت البث كقناة بأسم قناة دونيتسك التلفزيونية الإقليمية في 13 مارس 1993. تحولت ملكية القناة للحكومة منذ عام، تبث القناة من برامج تلفزيونية وأفلام ومسلسلات تلفزيونية محلية وأجنبية.

## روابط خارجية
- الموقع الرسمي لقناة «Україна»